# بنية فوقية (هندسة)

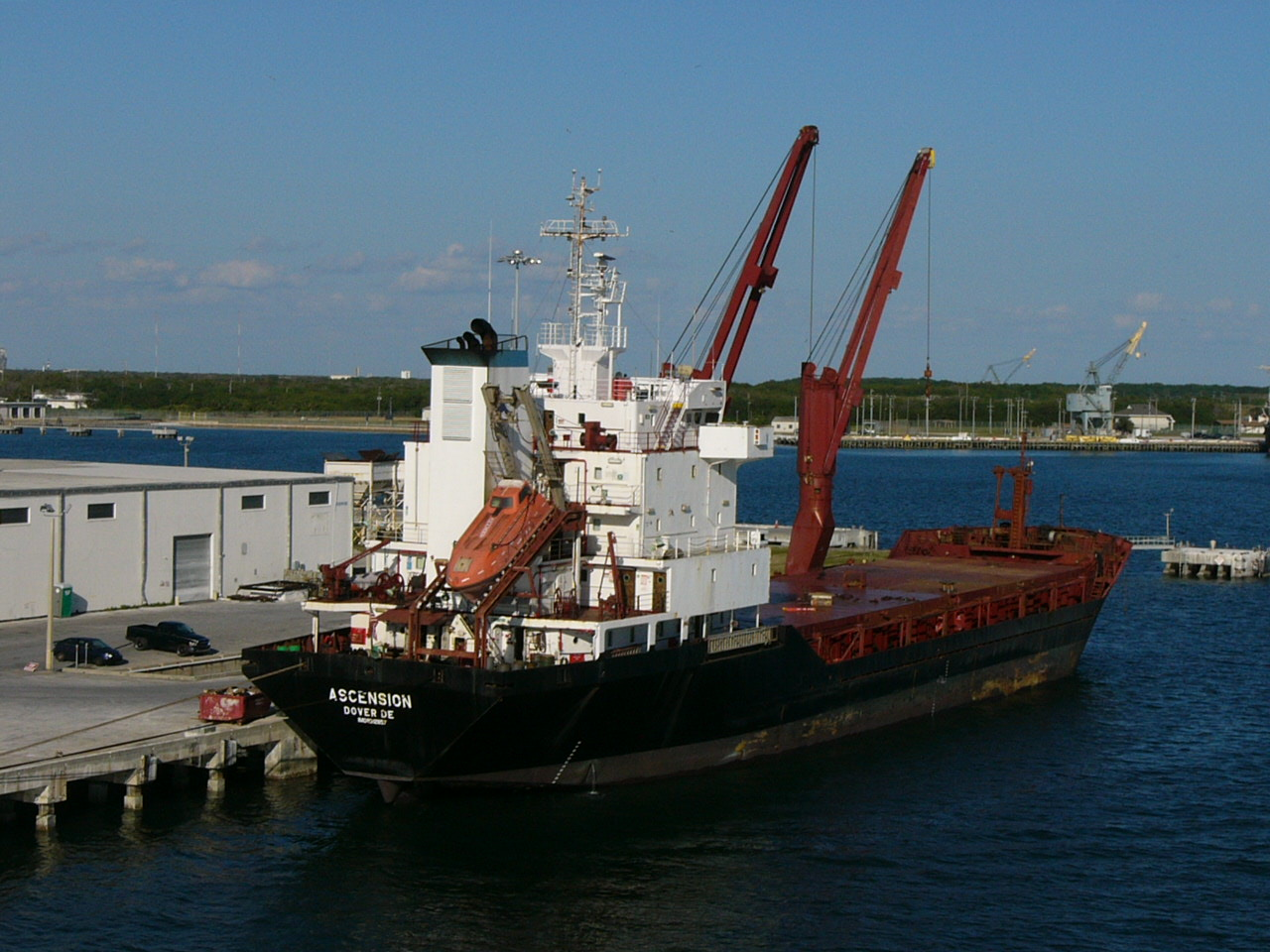
توجد البنية الفوقية لسفينة الشحن هذه في الخلف وتتضمن قارب نجاة.

البنية الفوقية هي امتداد تصاعدي للبنية الموجودة فوق الخط الأساسي. يتم تطبيق هذا المصطلح على أنواع مختلفة من الهياكل المادية مثل المباني والجسور، أو السفن التي تتمتع بدرجة حرية صفر (حسب نظرية الآلات).

## على متن السفن والقوارب الكبيرة
كما ذكر أعلاه، تتكون البنية الفوقية من أجزاء من السفينة أو قارب ، بما في ذلك المراكب الشراعية وقوارب الصيد وسفن الركاب والغواصات، فوق سطح السفينة الرئيسي. هذا لا يشمل عادة الصاري أو أي من أبراج التسليح. لاحظ أنه في العصر الحديث، لا تحمل الأبراج دائمًا المدفعية البحرية، لكن يمكنها أيضًا حمل منصات إطلاق الصواريخ و/ أو الأسلحة المختصة بالحرب المضادة للغواصات.
يمكن أن يكون لحجم البنية الفوقية للمركبة المائية العديد من الآثار في أداء السفن والقوارب، نظرًا لأن هذه الهياكل يمكن أن تغير صلابتها الهيكلية وتهجيرها (إزاحتها) و/ أو ثباتها. يمكن أن يكون ذلك ضارًا بأداء أي سفينة إذا تم أخذها في الاعتبار بشكل غير صحيح.

## الجسور
على الجسر، يشار إلى الجزء من الهيكل الذي يمتد ويستقبل مباشرة الحمل المباشر باسم البنية الفوقية. في المقابل، فإن الدعامة والأرصفة وغيرها من هياكل الدعم تسمى البنية التحتية.

## حماية الزلازل
من أجل تحسين الاستجابة خلال الزلازل المباني والجسور والبنية الفوقية يمكن فصلها عن أساسها بمختلف فروع الهندسة المدنية الآليات أو الأجهزة. كل ذلك معًا، يقومو بتنفيذ نظام حماية الزلازل الذي يطلق عليه قاعدة العزل.